# Saint-Josse
Saint-Josse, hoặc Saint-Josse-sur-Mer là một xã ở tỉnh Pas-de-Calais, vùng Hauts-de-France, Pháp.

## Địa lý
Saint-Josse có cự ly 4 miles (6 km) phía tây Montreuil-sur-Mer trên đường D144.

## Dân số
| 1962                                                         | 1968 | 1975 | 1982 | 1990 | 1999 | 2006 |
| ------------------------------------------------------------ | ---- | ---- | ---- | ---- | ---- | ---- |
| 622                                                          | 559  | 575  | 671  | 914  | 1052 | 1203 |
| Số liệu điều tra dân số từ năm 1962, dân số chỉ tính một lần |      |      |      |      |      |      |

## Địa điểm nổi bật
- Nhà thờ St. Peter, thế kỷ 16